# Mogoskozsokány
Mogoskozsokány románul: Cojocani, település Romániában, Erdélyben, Fehér megyében.

## Fekvése
Mogos mellett fekvő település.

## Története
Korábban Mogos része volt. 1941-ben Kozsokány (Cojocani) néven írták, 470 román lakossal.
Az 1956-os népszámlálást megelőzően különvált Bârlești-Cătun és Onceşti. 1956-ban 216 lakosa volt.
Az 1977-ben végzett népszámláláskor 102, 1992-ben pedig 72 román lakost számoltak itt össze.

## Nevezetességek
- Görögkeleti ortodox fatemploma a 18. század második felében épült, a 19. század elején tornáccal, 1939-ben pitvarral bővítették. Belső festését a resinári Gheorghe és Crăciun mesterek készítették 1769–1771-ben.[2]